# DC Titans
Titans est une série télévisée de super-héros américaine, créée par Akiva Goldsman, Greg Berlanti, Geoff Johns et Sarah Schechter et diffusée depuis le 12 octobre 2018 sur le service streaming DC Universe pour les deux premières saisons et sur HBO Max à partir de la troisième. Il s'agit de l'adaptation en prise de vue réelle du comics Les Jeunes Titans (Teen Titans).
Bien que créée par Greg Berlanti, elle ne rencontre pas les personnages de ses productions antérieures comme Arrow, Flash, Supergirl et Legends of Tomorrow, même s'ils font un bref caméo dans Crisis on Infinite Earths en 2019.
Dans les pays francophones, la série est diffusée sur le service Netflix depuis le 11 janvier 2019.

## Histoire
Dick Grayson, le protégé de Batman, est devenu adulte et s’est définitivement émancipé de son mentor. Il a quitté Gotham City et travaille pour la police de Détroit. Il fait alors la rencontre de la jeune Rachel Roth, une empathe dotée de pouvoirs magiques qu'elle n'arrive pas vraiment à maîtriser et qui intéresse une étrange secte. Aidé de Starfire et Beast Boy, ils formeront tous les quatre un groupe de super-héros, les Titans. Ils devront affronter le père de Rachel, Trigon. Au fil du temps, de nouveaux héros rejoignent les titans comme Jason Todd alias Robin II, Superboy ou encore Blackfire. Mais il n'y pas que les héros qui se multiplient, les super-vilains aussi. Dans cette série on peut aussi apercevoir Deathstroke et Lex Luthor.

## Distribution

### Acteurs principaux
- Brenton Thwaites (VF : Gauthier Battoue) : Richard John « Dick » Grayson / Robin / Nightwing
- Anna Diop (VF : Fily Keita) : Koriand'r / Kory Anders / Starfire
- Ryan Potter (VF : Benjamin Bollen) : Garfield « Gar » Logan / Beast Boy
- Teagan Croft (VF : Clara Quilichini) : Rachel Roth / Raven
- Joshua Orpin (VF : Clément Moreau) : Conner Kent / Superboy / Conner Luthor (depuis la saison 2 - invité saison 1)
- Jay Lycurgo (en) (VF : Simon Koukissa-Barney) : Tim Drake / Robin (saison 4 - récurrent saison 3)
- Joseph Morgan (VF : Sébastien Desjours) : Sebastian Blood / Brother Blood (saison 4)
- Franka Potente (VF : Ingrid Donnadieu) : May Bennett / Mother Mayhem (saison 4)

Photos des acteurs principaux
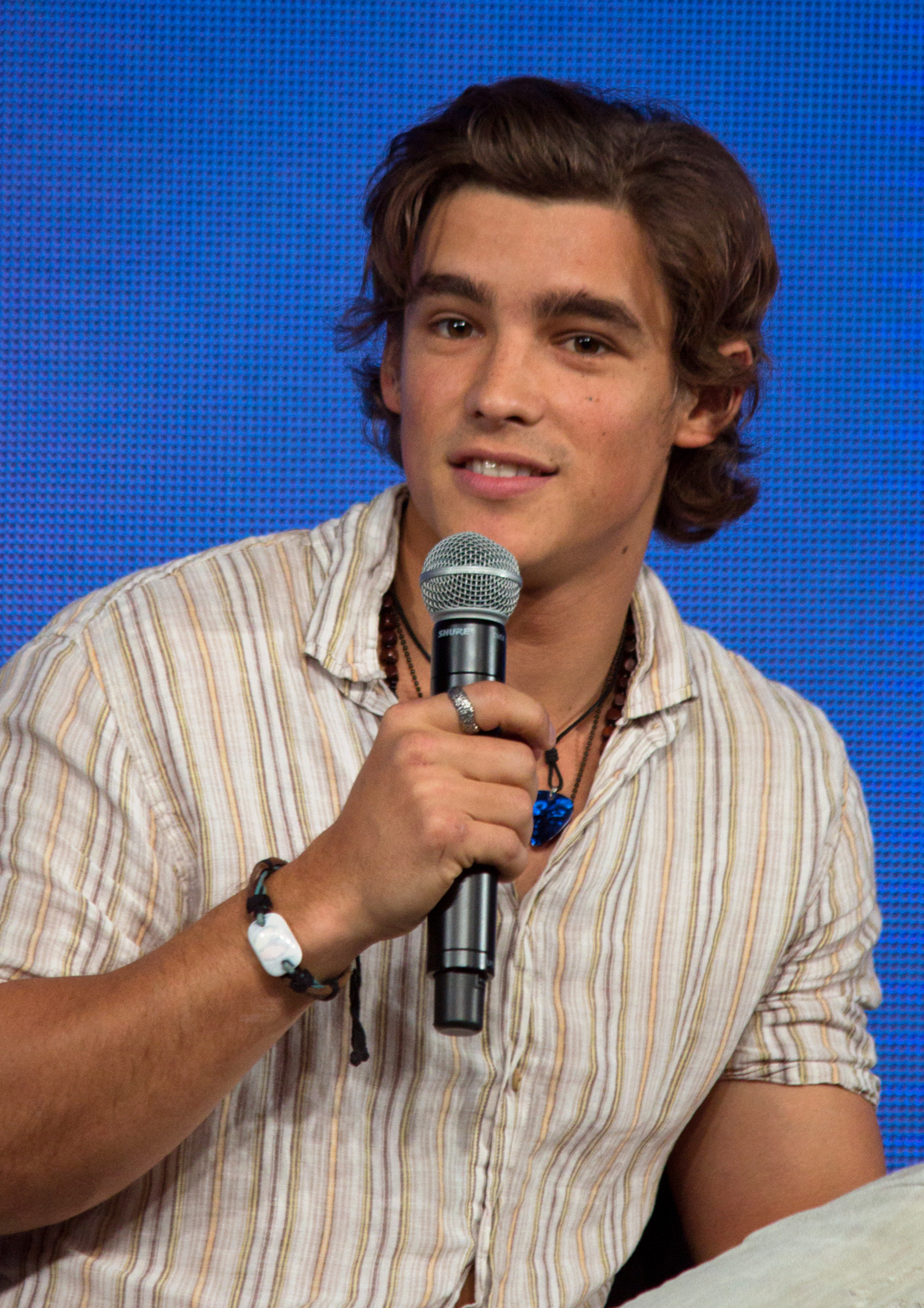
Brenton Thwaites incarne Richard « Dick » Grayson
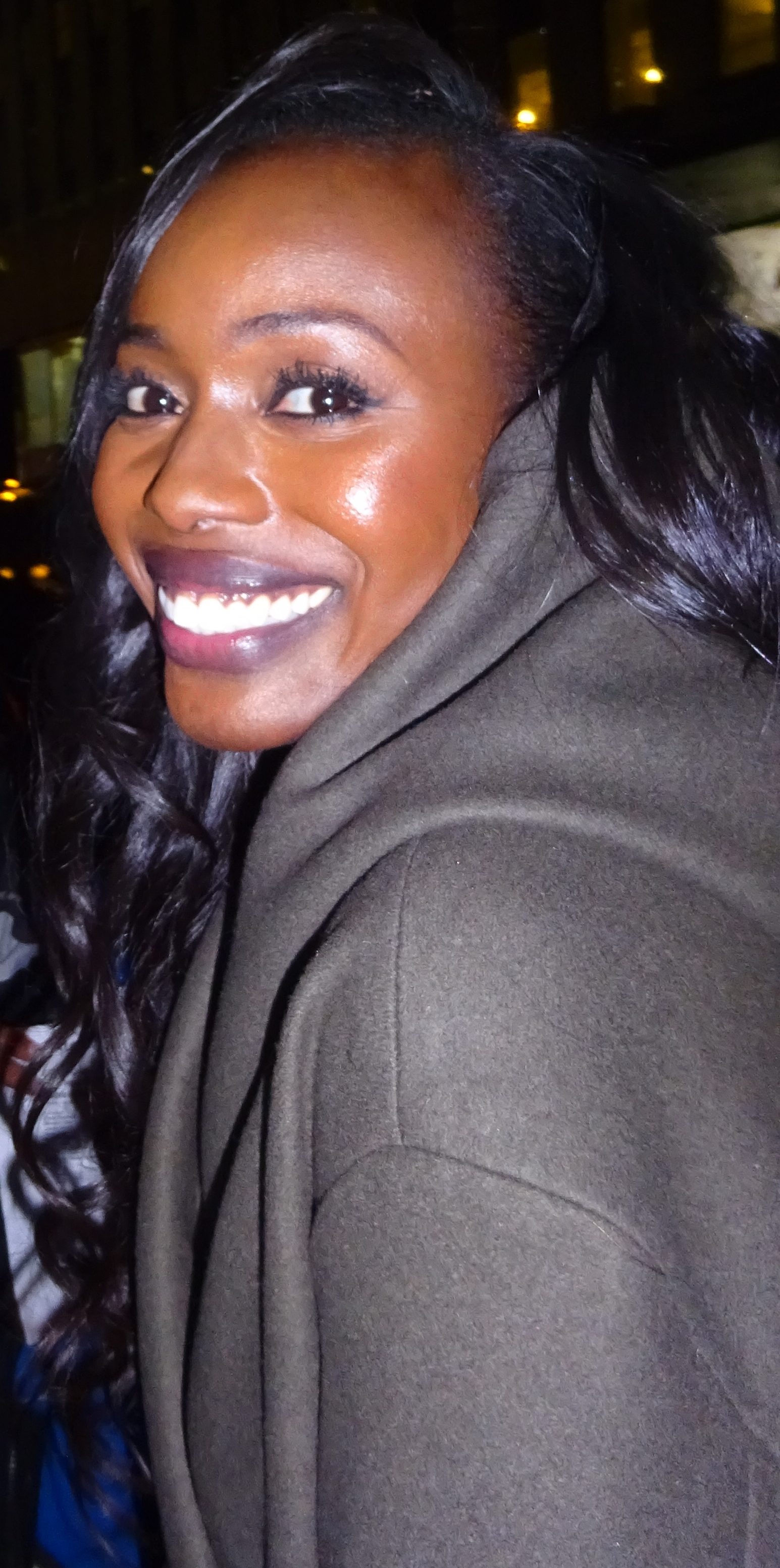
Anna Diop incarne Koriand'r / Kory Anders / Starfire
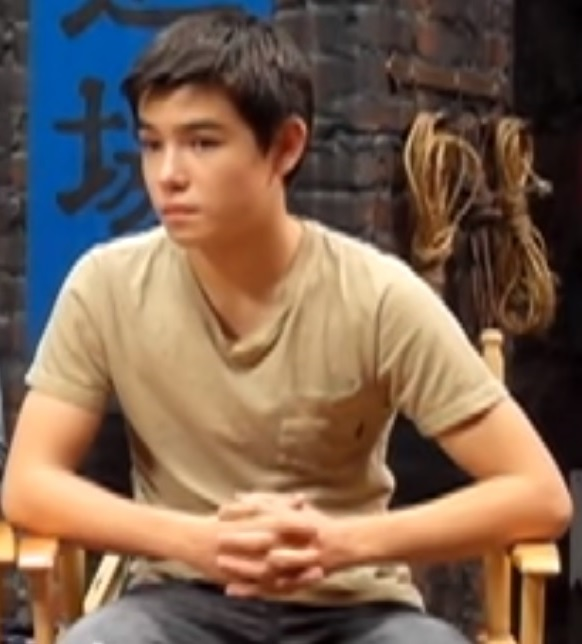
Ryan Potter incarne Garfield « Gar » Logan / Beast Boy

### Anciens acteurs principaux
- Curran Walters (VF : Julien Crampon) : Jason Todd / Robin II / Red Hood (saison 2 et 3 - invité saison 1 et 4)
- Alan Ritchson (VF : Eilias Changuel) : Hank Hall / Hawk (saisons 2 et 3 - récurrent saison 1)
- Conor Leslie (VF : Anne-Charlotte Piau) : Donna Troy / Wonder Girl (saison 2 et 3 - récurrente saison 1)
- Minka Kelly (VF : Diane Dassigny) : Dawn Granger / Dove (saison 2 et 3 - récurrente saison 1)
- Chelsea Zhang (en) (VF : Camille Timmerman) : Rose Wilson / Ravager (saison 2)
- Esai Morales (VF : Vincent Violette) : Slade Wilson / Deathstroke (saison 2)
- Damaris Lewis (en) (VF : Myrtille Bakouche) : Komand'r / Blackfire (saison 3 - invitée saison 2)
- Savannah Welch (VF : Barbara Beretta) : Barbara Gordon (saison 3)
- Vincent Kartheiser (VF : Julien Allouf) : Dr Jonathan Crane / L'Épouvantail (saison 3)

Photos des anciens acteurs principaux
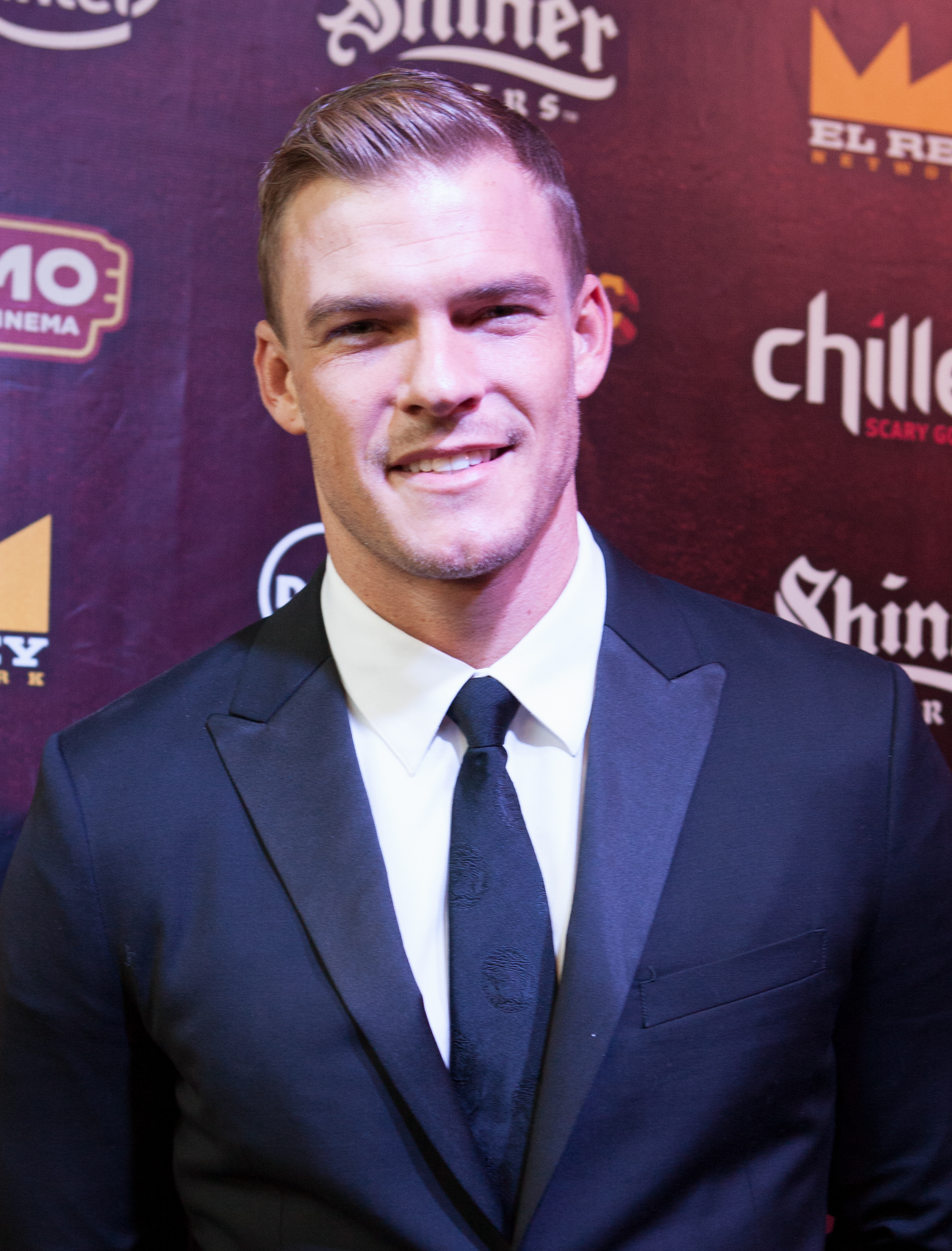
Alan Ritchson incarne Hank Hall / Hawk
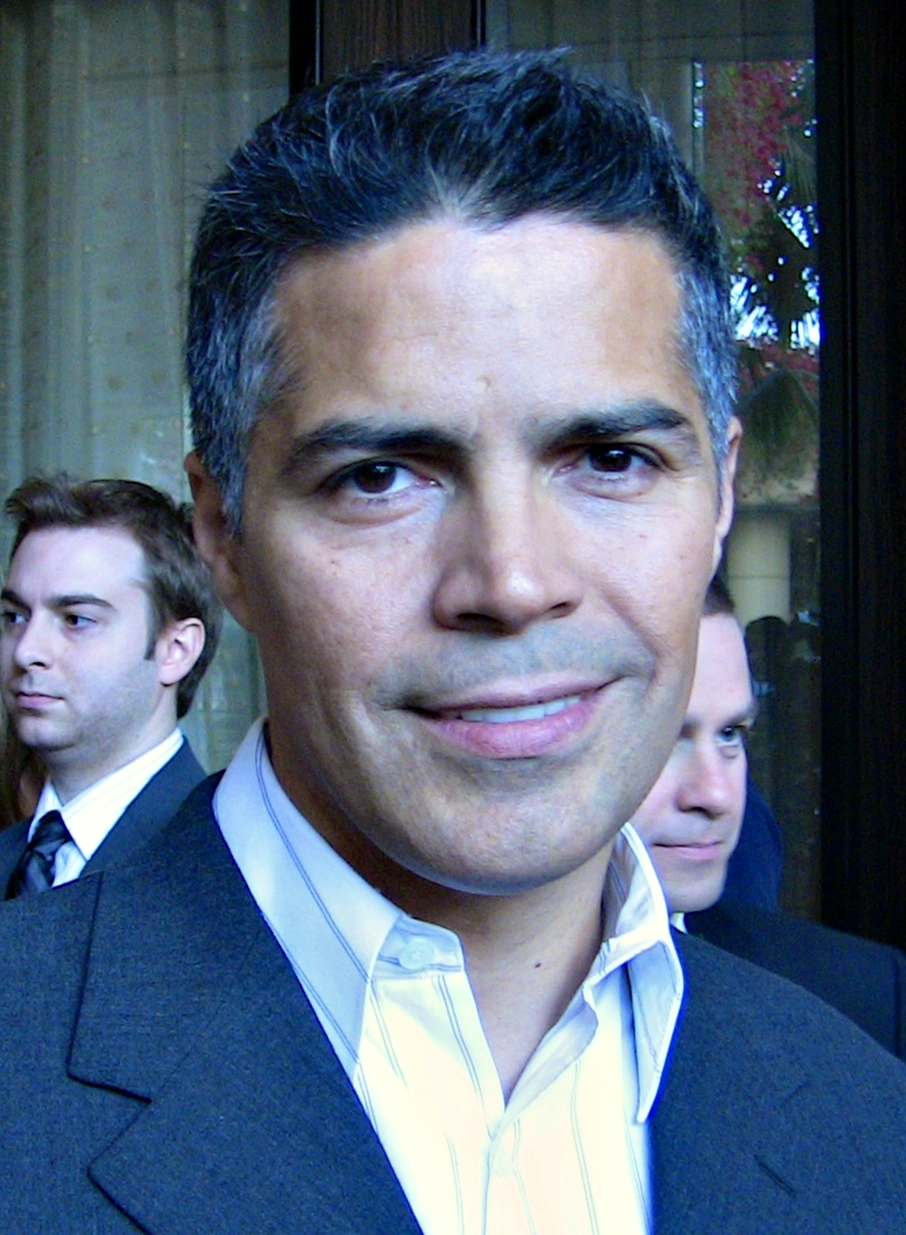
Esai Morales incarne Slade Wilson / Deathstroke
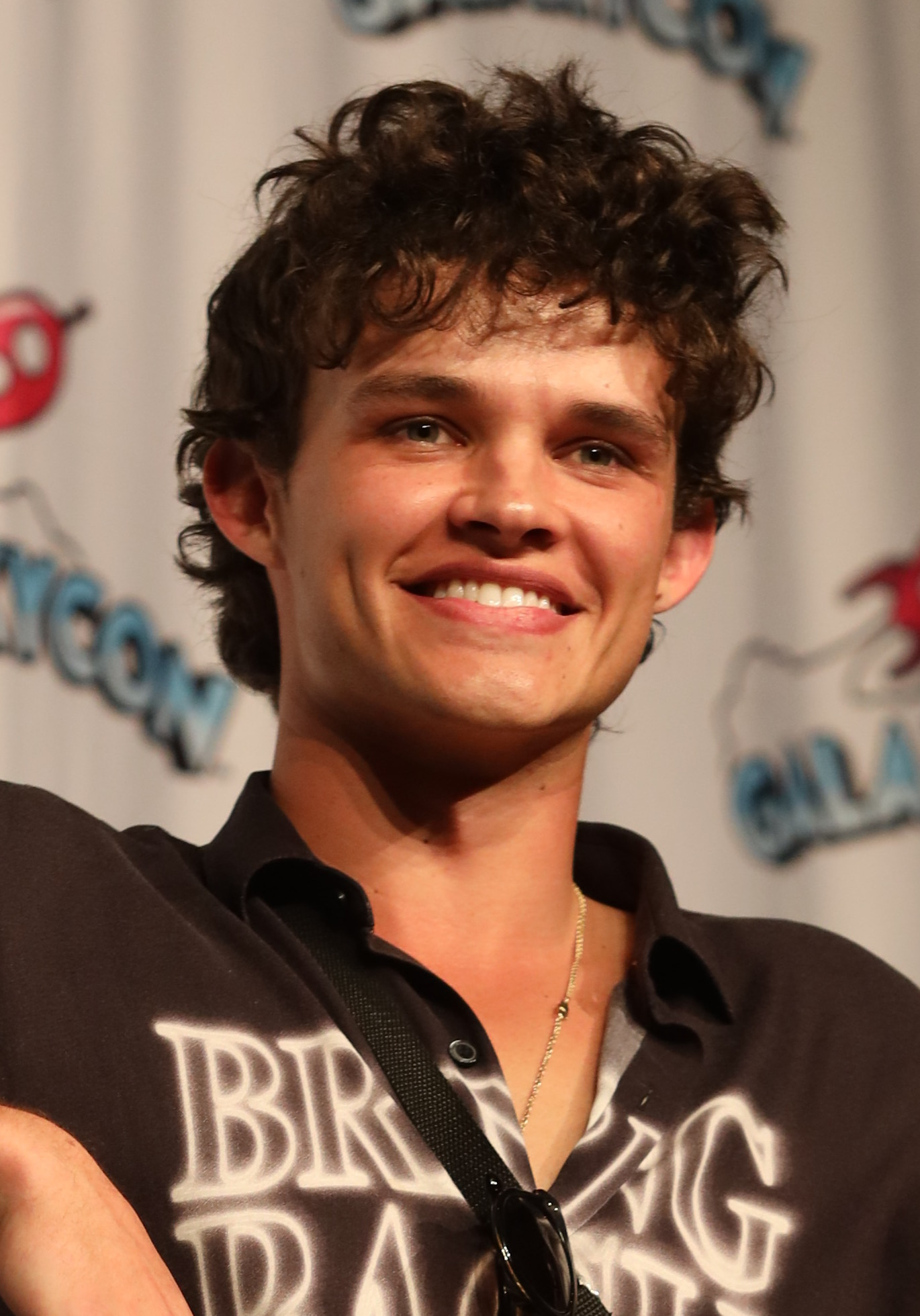
Curran Walters incarne Jason Todd / Robin / Red Hood
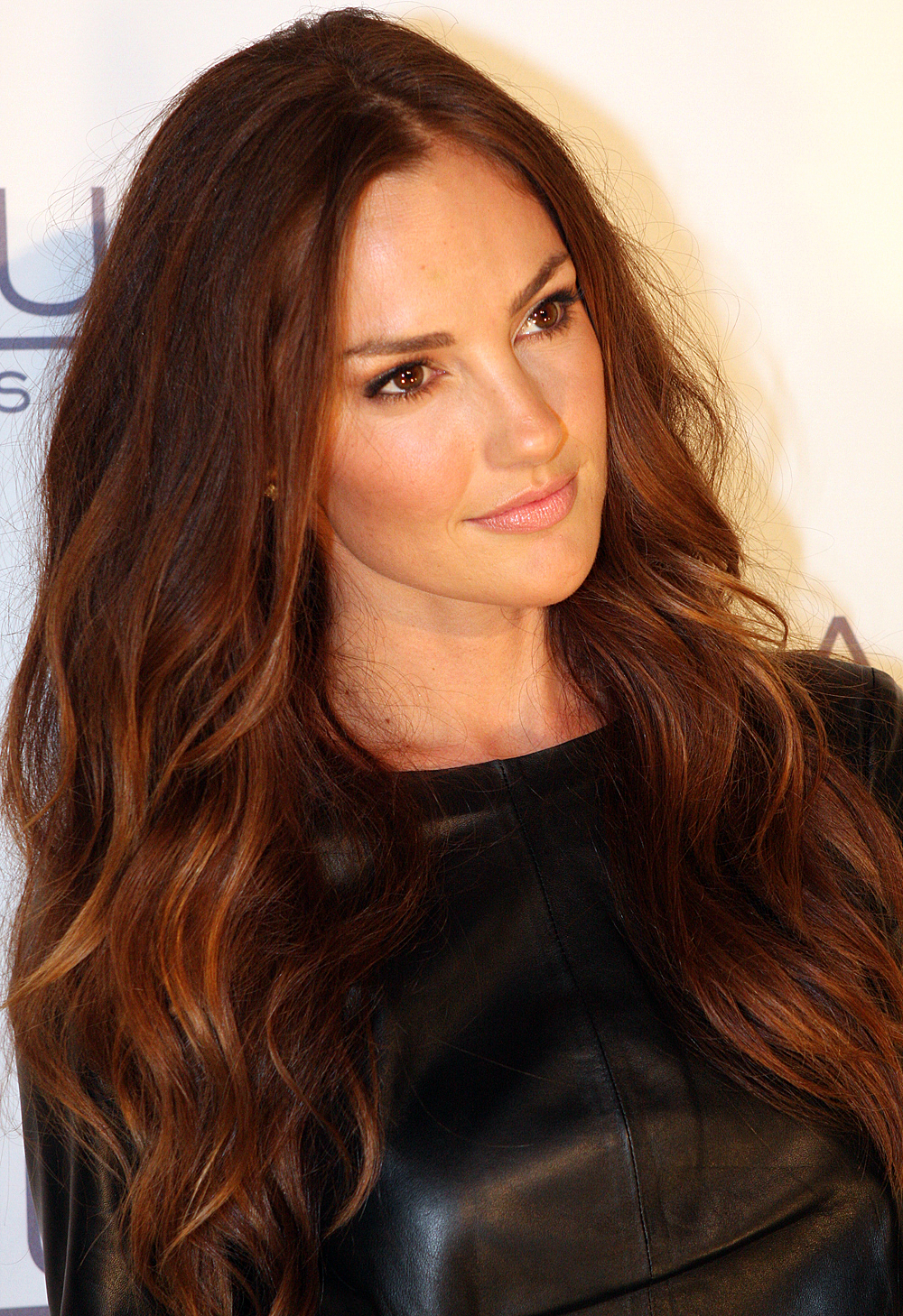
Minka Kelly incarne Dawn Granger / Dove
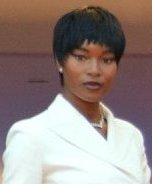
Damaris Lewis incarne Blackfire
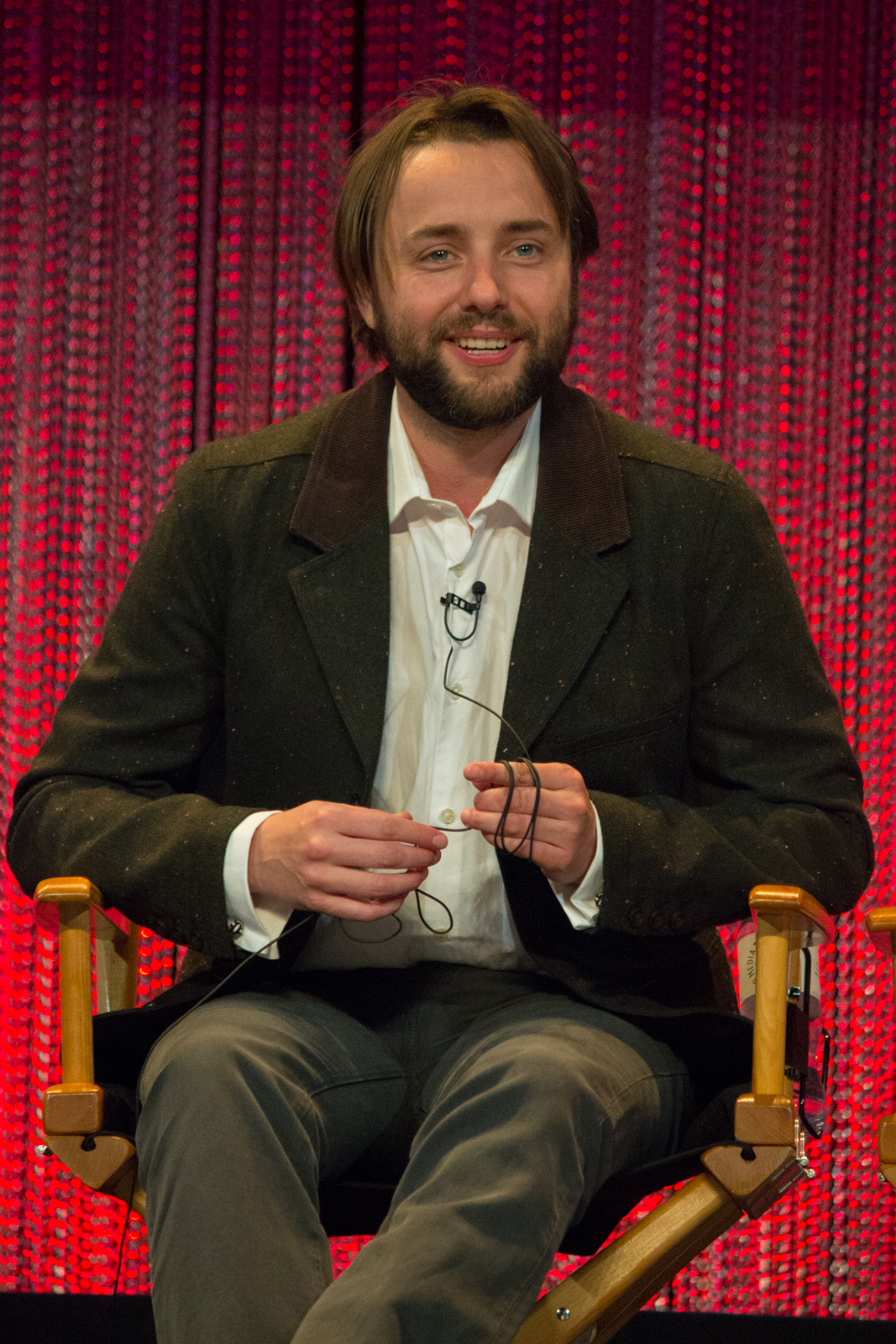
Vincent Kartheiser incarne Dr Jonathan Crane

### Acteurs récurrents
- Tomaso Sanelli (VF : Thomas Sagols) : Dick Grayson jeune (saison 1)
- Reed Birney (VF : Bernard Bollet) : Le Messager / Dr Adamson (saison 1)
- Rachel Nichols (VF : Marine Tuja) : Angela Azarath, la mère de Raven (récurrente saison 1, invitée saison 2)
- Iain Glen (VF : Stefan Godin) : Bruce Wayne (saisons 2 et 3)
- Michael Mosley (VF : Thomas Roditi) : Arthur Light / Dr. Light (saison 2)
- Chella Man (VF : Maxime Hoareau) : Jericho (saison 2)
- Raoul Bhaneja (en) (VF : Roland Timsit) : Walter Hawn (saison 2)
- Natalie Gumede (en) (VF : Géraldine Asselin) : Mercy Graves (saison 2)
- Demore Barnes (VF : Jean-Baptiste Anoumon) : William Wintergreen (saison 2)
- Mayko Nguyen (VF : Valérie Decobert) : Adeline Wilson (saison 2)
- Karen Robinson (VF : Laurence Charpentier) : Margarita Vee (saison 3)
- Eve Harlow (VF : Zina Khakhoulia) : Molly Jensen (saison 3)
- Titus Welliver (VF : Serge Biavan) : Lex Luthor (saison 4)
- James Scully (VF : Martin Faliu) : Bernard Fitzmartin (saison 4)
- Lisa Ambalavanar (VF : Victoria Grosbois) : Jinx (saison 4)
- Nyambi Nyambi (VF : Mike Fédée) : Dominic Mndawe / Freedom Beast (saison 4)

### Invités des séries du multivers DC
- April Bowlby (VF : Nathalie Spitzer) : Rita Farr / Elasti-Girl (de Doom Patrol : saison 1, épisode 4)
- Riley Shanahan (apparence) et Brendan Fraser (voix) (VF : Sylvain Lemarié) (1re voix, saison 1) puis (VF : Jérémie Covillault) (2e voix, saison 4) : Clifford Steele / Robotman (de Doom Patrol : saison 1, épisode 4 et saison 4, épisode 10)
- Matthew Zuk (apparence) et Matt Bomer (voix) (VF : Juan Llorca) (1re voix, saison 1) puis (VF : Jérémy Bardeau) (2e voix, saison 4) : Larry Trainor / Negative Man (de Doom Patrol : saison 1, épisode 4 et saison 4, épisode 10)
- Joivan Wade (VF : Jean-Baptiste Anoumon) : Victor Stone / Cyborg (de Doom Patrol : saison 4, épisodes 9 et 10)
- Brec Bassinger (VF : Cindy Lemineur) : Courtney Whitmore / Stargirl (de Stargirl : saison 4, épisode 9)
- Grant Gustin : Barry Allen / Flash (de The Flash, caméo saison 4 épisode 9)
- Zachary Levi : Billy Batson / Shazam (du film Shazam!, caméo saison 4 épisode 9)
- Derek Mears : Swamp Thing (de Swamp Thing, caméo saison 4 épisode 9)

## Production

### Développement
Développée en septembre 2014 par Akiva Goldsman et Marc Haimes pour la chaîne du câble TNT, cette dernière change finalement d'avis et ne commande pas la série pour une diffusion prochaine alors que le pilote devait être filmé pour décembre de la même année. Après un retard pris dans la production et des divergences artistiques dans le développement du projet, TNT se retire de la production en janvier 2016.
En avril 2017, après une incertitude dans la mise en œuvre de la série, le projet est relancé pour une diffusion sur le nouveau site de streaming de DC Comics, le DC Comics's New Direct-To-Consumer Digital Service pour l'année 2018 avec Goldsman, Johns et Berlanti à la production. Le casting débute au cours de l'été 2017.
Le premier super vilain que les jeunes Titans affronteront dans les premiers épisodes sera Acolyte, un vilain connu de la bande dessinée.
Le 2 novembre 2017, ScreenRant annonce que la série fera apparaître la famille Grayson au complet, les Flying Graysons, via des flashbacks. Des auditions pour les acteurs jouant leurs rôles sont organisées.
Le 13 novembre 2017, le site ScreenRant annonce via les comptes Twitter de l'acteur Ryan Potter et de Geoff Johns que l'arc narratif sur les origines de Beast Boy concernera la Doom Patrol, en faisant apparaître de nombreux personnages de la bande dessinée.
Le 1er décembre 2017, le site Cosmic Booknews affiche une photo de Robin incarné par Brenton Thwaites dans le costume officiel créé par la costumière Laura Jean Shannon.
Le 15 décembre 2017, Cosmic Booknews affiche la photo d'Hawk et de Dove, incarnés par Alan Ritchson et Minka Kelly, dans leurs costumes officiels créés par Laura Jean Shannon.
Le 2 mai 2018, le site Deadline annonce le nom officiel du site de streaming qui diffusera la série : DC Universe. Il informe aussi qu'une page de présentation sur internet a été créée. On peut voir que d'autres séries seront diffusées sur cette chaîne (5 pour le moment : Titans (en production), Swamp Thing et Doom Patrol (alors en développement), une nouvelle saison animée de Young Justice (en production) ainsi qu'une nouvelle série animée centrée sur Harley Quinn (en cours d'écriture)).
Le 19 juillet 2018, au Comic Con 2018 de San Diego, une première bande-annonce officielle est dévoilée au public montrant une série plus sombre que les précédentes produites par Greg Berlanti.
Le 18 septembre 2018, le site wegotthiscovered.com annonce que le personnage de Batman apparaîtra dans la série avec un premier aperçu de son costume.
Le 3 octobre 2018, au COMIC-CON 2018 de New York, à la suite d'un accord entre Netflix et Warner Bros Télévision, la production annonce le renouvellement pour une deuxième saison alors que la série n'a pas encore été diffusée sur son site de streaming.
À la suite des critiques concernant les premières images de Starfire sur le net, l'actrice Anna Diop dans une interview au COMIC-CON de New York a tenu à rassurer les fans de la bande dessinée en confirmant qu'elle portera bien le costume classique des comics de son personnage et que le costume qu'elle a dans les premiers épisodes n'est que temporaire. Comme cette dernière, Teagan Croft a aussi ajouté que son costume de Raven est amené à évoluer au cours des épisodes.
Le producteur Geoff Johns et Jim Lee confirment que les personnages de Deathstroke et Jericho apparaîtront dans la série.
Le 16 octobre 2018, le site DC Daily dévoile des clichés des coulisses montrant les costumes de Raven et Starfire qui confirment les apparences fidèles aux comics. Pour Raven, quelques modifications ont été apportées, mais Starfire a la tenue complète et les cheveux lisses de la version papier adoptée de nos jours.
Le 22 octobre 2018, Warner Bros indique officiellement que la première saison ne sera composée que de 11 épisodes et non 12 comme annoncé sur de nombreux sites spécialisés puisqu'une partie des éléments de l'épisode 12 sera utilisée par la suite pour l'ouverture de la saison 2. La date de fin de saison est donc le 21 décembre 2018.
Le 27 février 2019, l'acteur Joshua Orpin est annoncé pour incarner Superboy dans la saison 2.
Le 13 mars 2019, le site cosmicbook.news annonce que l'acteur Esai Morales rejoint le casting de la saison 2 pour incarner le personnage de Deathstroke.
Une troisième saison de Titans est annoncée officiellement par DC Universe le 11 novembre 2019. Une image a été postée en ligne, qui indique sobrement le renouvellement, avec une fenêtre de sortie annoncée à l'automne 2020. Le 15 août 2020, il est annoncé que les programmes originaux de DC Universe migreront sur le service HBO Max, la plateforme devenant une bibliothèque numérique.
En octobre 2021 est annoncée une quatrième saison par HBO Max lors du DC FanDome.

### Tournage
Le 22 juin 2017, le site Comicbook annonce que la production de la série devrait commencer le 25 septembre 2017 à Toronto, au Canada et non à Atlanta comme certaines sources l'avaient annoncé.
Le 16 octobre 2017, sur le Titans Podcast, Andy Behbakht annonce que le réalisateur du pilote n'est autre que Brad Anderson et que le début du tournage commence le 14 novembre 2017 à Toronto.
Le 28 juin 2018, l'acteur Brenton Thwaites poste sur son compte Podcast l'arrêt du tournage de la première saison à Toronto.
Le 18 juillet 2019, le tournage de la saison 2 est interrompu à la suite du décès de Warren Appleby, coordinateur de cascades lors de la préparation d'un épisode.

## Fiche technique
Sauf indication contraire, les informations mentionnées dans cette section peuvent être confirmées par la base de données cinématographiques IMDb,  présente dans la section « Liens externes ».
- Titre original : Titans
- Création : Greg Berlanti, Akiva Goldsman, Geoff Johns et Sarah Schechter, d'après la bande dessinée The New Teen Titans de Marv Wolfman et George Perez
- Réalisation : Brad Anderson, Carol Banker, John Fawcett, David Frazee, Akiva Goldsman, Alex Kalymnios, Meera Menon, Kevin Rodney Sullivan, Maja Vrvilo et Glen Winter
- Scénario : Greg Berlanti, Akiva Goldsman, Richard Hatem, Geoff Johns et Marisha Mukerjee (entre autres)
- Direction artistique : John Dondertman
- Costumes : Joyce Schure et Laura Jean Shannon
- Photographie : David Greene, Boris Mojsovski, Brendan Steacy
- Montage : Tirsa Hackshaw, Sara Mineo, Tony Solomons et Brian Wessel
- Casting : Lyndsey Baldasare, John Buchan, Jason Knight et David Rapaport
- Musique : Clint Mansell et Kevin Kiner
- Production : Robert Ortiz

Productions déléguées : Akiva Goldsman, Geoff Johns, Greg Berlanti, Sarah Schechter, Greg Walker et John Fawcett
- Sociétés de production : Weed Road Pictures, Berlanti Productions, DC Entertainment et Warner Bros. Television
- Sociétés de distribution : Warner Bros. Television Distribution
- Pays d'origine :  États-Unis
- Langue originale : anglais
- Format : couleur
- Genre : super-héros
- Durée : 40–50 minutes
- Dates de première diffusion :
  - États-Unis : 3 octobre 2018 Comic Con à New York ; 12 octobre 2018 sur DC Universe
  - Monde : 11 janvier 2019 sur Netflix
- Classification : Déconseillé aux moins de 16 ans

### Diffusion internationale
| Saison | Saison | Épisodes | États-Unis       | États-Unis       | France          | France          |
| Saison | Saison | Épisodes | Début de saison  | Fin de saison    | Début de saison | Fin de saison   |
| ------ | ------ | -------- | ---------------- | ---------------- | --------------- | --------------- |
|        | 1      | 11       | 12 octobre 2018  | 21 décembre 2018 | 11 janvier 2019 | 11 janvier 2019 |
|        | 2      | 13       | 6 septembre 2019 | 29 novembre 2019 | 10 janvier 2020 | 10 janvier 2020 |
|        | 3      | 13       | 12 août 2021     | 21 octobre 2021  | 8 décembre 2021 | 8 décembre 2021 |
|        | 4      | 12       | 3 novembre 2022  | 11 mai 2023      | 25 juin 2023    | 25 juin 2023    |

## Épisodes

### Première saison (2018)
Composée de onze épisodes, elle a été diffusée du 12 octobre au 21 décembre 2018 sur le nouveau site de streaming DC Universe.
1. Titans (Titans)
2. Le Faucon et la Colombe (Hawk and Dove)
3. Les Origines (Origins)
4. La Patrouille (The Doom Patrol)
5. Ensemble (Together)
6. Jason Todd (Jason Todd)
7. L'Asile (Asylum)
8. Donna Troy (Donna Troy)
9. Hank et Dawn (Hank and Dawn)
10. Koriand'r (Koriand'r)
11. Dick Grayson (Dick Grayson)

### Deuxième saison (2019)
Elle a été renouvelée pour une diffusion à l'international sur Netflix ainsi que sur DC Universe, du 6 septembre au 29 novembre 2019 pour un total de treize nouveaux épisodes.
1. Trigon (Trigon)
2. Rose (Rose)
3. Les Fantômes (Ghosts)
4. Aqualad (Aqualad)
5. Deathstroke (Deathstroke)
6. Conner (Conner)
7. Bruce Wayne (Bruce Wayne)
8. Jericho (Jericho)
9. Expiation (Atonement)
10. La Débâcle (Fallen)
11. E.L._.O. (E.L._.O.)
12. L'Imposteur (Faux-Hawk)
13. Nightwing (Nightwing)

### Troisième saison (2021)
Elle a été diffusée du 12 août au 21 octobre 2021 pour un total de treize épisodes. Elle est disponible sur Netflix depuis le 8 décembre 2021.
1. Barbara Gordon (Barbara Gordon)
2. Red Hood (Red Hood)
3. Hank et Dove (Hank & Dove)
4. Blackfire (Blackfire)
5. Lazarus (Lazarus)
6. Lady Vic (Lady Vic)
7. 51 % (Percent)
8. Origines (Home)
9. Les âmes (Soul)
10. Eaux troubles (Troubled Water)
11. Crane (The Call Is Coming from Inside the House)
12. Prodigue (Prodigal)
13. Pluie violette (Purple rain)

### Quatrième saison (2022-2023)
Composée de douze épisodes, elle est diffusée en deux parties de six épisodes chacune. La première est diffusée à partir du 1er novembre 2022, et la deuxième est diffusée le 25 juin 2023.
1. Lex Luthor (Lex Luthor)
2. Mother Mayhem (Mother Mayhem)
3. Jinx (Jinx)
4. Un super supermarché (Super Super Mart)
5. Le cheval de Troie (Inside Man)
6. Brother Blood (Brother Blood)
7. Caul's Folly (Caul's Folly)
8. Dick et Carol et Ted et Kory (Dick & Carol & Ted & Kory)
9. Sans crier Gar (Dude, Where’s My Gar?)
10. On ne joue plus (Game Over)
11. Projet Starfire (Project Starfire)
12. Titans pour toujours (Titans Forever)

## Accueil

### Critique
- Newsweek : « Les shows Netflix de Marvel ne sont pas si fun et ceux de DC sur la CW ne sont pas si profonds. Au milieu, Titans est la série la plus équilibrée du monde. Elle est habilement construite, narrativement, et sa saveur est surprenante. Un drame sombre et maussade pour ados ».
- Deadline.com : « Ce Titans prend une tournure surprenante au fur et à mesure des épisodes. Sans trop en dire, la série, parfois trop dure, se transforme en quelque chose de plus spirituel et sincère, où les marginaux deviennent une espèce de famille ».
- The New York Times : « Dark est une qualité subjective, mais les trois premières scènes de Titans impliquent quand même une vision atroce de la mort des parents, une femme sans souvenir se réveillant à côté d'un mort … et un jour de pluie à Détroit ! La vibe Frank Miller - Christopher Nolan du récit apocalyptique reste bien vivante chez DC ».
- The Hollywood Reporter : « La série tente trop durement d'occuper un juste milieu entre les offres de DC grincheuses, mais néanmoins pour toute la famille et les shows Marvel de Netflix, pas vraiment pour les enfants. Dans ce cas, cela signifie un éventail trouble et varié de jurons, des éclaboussures de sang et la possibilité de présenter l'impotence sexuelle comme une intrigue à part entière. On est content d'être adulte là non ? ».
- Rolling Stone : « "Fuck Batman" un truc d'ado enragé … ce que Robin, dans cette version de l'histoire, n'est pourtant pas censé être. On pourrait penser qu'il a l'air cool ou sans peur. Il en fait juste trop ».
- Collider : « Titans est mal fait, mal joué et mal écrit. Suffisamment pour être considérée comme une mauvaise série. Et ce n'est même pas assez fou et ambitieux ou assez étrange, pour valoir la peine qu'on se penche dessus. C'est pénible à regarder. En fait, c'est le truc le plus pénible à regarder que je connaisse. C'est vraiment le gros raté de Titans : ce n'est jamais fun à regarder. C'est une corvée »[29].

## Série dérivée:Doom Patrol
Le 14 mai 2018, The Hollywood Reporter annonce qu'une  série dérivée focalisée sur la Doom Patrol, avec Jeremy Carver comme show runner. Treize épisodes ont déjà été commandés. L'écriture et la réalisation ont déjà commencé pour une diffusion sur le site DC Digital Service, courant 2019. Finalement, 15 épisodes sont produits pour la première saison de Doom Patrol.

## Liens avec l'Arrowverse
Alan Ritchson (Hank Hall / Hawk), Curran Walters (Jason Todd / Robin II), Teagan Croft (Rachel Roth / Raven), Anna Diop (Koriand'r / Kory Anders / Starfire) et Minka Kelly (Dawn Granger / Dove) reprennent leurs rôles dans l' événement crossover Arrowverse "Crisis on Infinite Earths" (2019-2020). L'événement situe la série Titans  sur la Terre-9 du multivers de l'Arrowverse.
Par la suite, en 2023, Brec Bassinger (Courtney Whitmore / Stargirl) et Grant Gustin (Barry Allen / Flash) apparaissent dans l'épisode 7 de la saison 4 de Titans.

## Sortie vidéo (France)
La série a fait l'objet d'une sortie uniquement sur le support DVD en France :
- Titans saison 1 (Boitier 3 DVD-9 Keep Case sous fourreau) sortie le 16 octobre 2019 éditée par Warner Bros. Entertainment et distribuée par Warner Bros. Home Entertainment France. Le ratio écran est en 2.00:1 panoramique 16:9 compatible 4:3. L'audio est en Français Dolby Digital et en Anglais 5.1 avec présence de sous-titres français. Les 11 épisodes de la première saison sont présents. En bonus 13 featurettes sur les coulisses de la série. Il s'agit d'une édition Zone 2 Pal[31].
- Titans saison 2 (Boitier 3 DVD-9 Keep Case sous fourreau) sortie le 22 juillet 2020 éditée et distribuée par Warner Bros. Home Entertainment France. Le ratio écran est en 2.00:1 panoramique 16:9 compatible 4:3. L'audio est en Français 2.0 et en Anglais 5/1 avec présence de sous-titres français et néerlandais. Les 13 épisodes de la seconde saison sont présents. En bonus une featurette sur "Jason Todd : son destin imaginé par les fans". Il s'agit d'une édition Zone 2 Pal[32].